# Општина Ваља Урсулуј (Њамц)
Ваља Урсулуј (рум. Valea Ursului) општина је у Румунији у округу Њамц.
Oпштина се налази на надморској висини од 363 m.